# Ernest Shackleton
Ernest Henry Shackleton (født 15. februar 1874 i Kilkea, County Kildare, Irland, død 5. januar 1922 i Grytviken, South Georgia) var en britisk polarforsker med irsk baggrund.
Han blev mest kendt for Endurance-ekspeditionen i Antarktis fra 1914 til 1916 som var under hans lederskab. Ekspeditionsskibet "Endurance" (bygget i Sandefjord i 1912) blev knust af isen. Shackleton tog til South Georgia med en lille båd, hvor han fik hentet hjælp. Han fik hjerteanfald og døde i Grytviken på sin fjerde ekspedition til Antarktis.
Flytypen Avro Shackleton er opkaldt efter ham. Et månekrater, Shackletonkrateret på Månens sydpol, er ligeledes opkaldt efter ham.